# Elizabeth K. T. Sackey
Elizabeth KT Sackey (sinh ngày 6 tháng 5 năm 1958) là một chính trị gia Ghana và là cựu thành viên của Quốc hội cho Okaikwei North.

## Tuổi thơ
Elizabeth Sackey sinh ra tại Accra, Ghana, vào ngày 6 tháng 5 năm 1958.

## Giáo dục
Sackey là một nhân viên ngân hàng và một nhà kinh tế. Cô có chứng chỉ Marketing và hiện đang theo đuổi bằng Cử nhân Khoa học về Quản trị tại Đại học Ghana.

## Cuộc sống cá nhân
Sackey đã kết hôn với bốn đứa con. Cô ấy là một Kitô hữu tham dự Nhà thờ Ngũ tuần.